# São Vítor (Governador Valadares)
São Vítor é um distrito do município brasileiro de Governador Valadares, no interior do estado de Minas Gerais. Segundo o censo demográfico de 2022, realizado pelo Instituto Brasileiro de Geografia e Estatística (IBGE), sua população era de 912 habitantes e havia 362 domicílios particulares permanentes ocupados. Possui área de 259,72 km² conforme a Fundação João Pinheiro (FJP). Foi criado pela lei nº 1.039 de 12 de dezembro de 1953.
De acordo com o IBGE, em 2010 a população era de 1 568 habitantes e havia 520 domicílios particulares.
Situa-se próximo a Galileia e é cruzado pela BR-259 e pelo Córrego Alto de Santa Helena. Todo o distrito é abastecido pelo Serviço Autônomo de Água e Esgoto da cidade (SAAE) e o comércio é pequeno, contendo lanchonetes próximas à rodovia, bares e mercearias. Também há várias igrejas e duas quadras de futebol, e a Escola Estadual de São Vitor é a escola da localidade que recebe alunos de distritos próximos, como do Alto de Santa Helena. Em algumas datas do ano, como Natal e ano-novo, os moradores organizam festas populares.[carece de fontes?]